# Calospeira elegans
Espèce
Calospeira elegans est une espèce de mycétozoaires de l'ordre des Dictyosteliales.